# (20269) 1998 FF28
A (20269) 1998 FF28 a Naprendszer kisbolygóövében található aszteroida. A LINEAR projekt keretében fedezték fel 1998. március 20-án.